# نوفسكا
نوفسكا هي مدينة من مدن كرواتيا. يبلغ عدد سكانها 13,518 نسمة وذلك حسب إحصائيات سنة 2011.

## توأمة
لنوفسكا اتفاقيات توأمة مع كل من:
- منغن
- جيافينو

## وصلات خارجية
- الموقع الرسمي